# Bukowec (obwód Wielkie Tyrnowo)
Bukowec (bułg. Буковец) – wieś w Bułgarii, w obwodzie Wielkie Tyrnowo, w gminie Wielkie Tyrnowo. W 2024 roku liczyła 72 mieszkańców.